# Kali Linux
Kali Linux ist eine auf Debian basierende Linux-Distribution, die vor allem Programme für Penetrationstests und digitale Forensik umfasst. Kali Linux richtet sich in erster Linie an professionelle und fortgeschrittene Anwender.
Kali besitzt die GNU-GPL und gilt demnach als Open Source.

## Geschichte
Die Distribution wurde von Mati Aharoni und Devon Kearns von der Firma Offensive Security entwickelt, am 12. Dezember 2012 vorangekündigt und nach einjähriger Entwicklungszeit am 13. März 2013 mit der Versionsnummer 1.0 veröffentlicht. Ab Version 2.0 erfolgt die Veröffentlichung als Rolling Release.
Kali Linux ist der offizielle Nachfolger von BackTrack. Dieses wiederum wurde auf früheren Versionen der Linux-Distributionen Whoppix, IWHAX, und Auditor entwickelt. Der Namenswechsel von BackTrack zu Kali Linux soll dem Hersteller zufolge anzeigen, dass es sich um eine bedeutsam fortgeschrittene Neuentwicklung handelt. Im Gegensatz zu seinem Vorgänger setzt Kali Linux nicht auf Ubuntu, sondern auf Debian. Das gesamte Betriebssystem wurde komplett neu erstellt und eine entsprechende Infrastruktur mit Git als Versionsverwaltung aufgebaut.

### Beachtung
Die Distribution wurde in der Fachpresse wiederholt ausführlich beschrieben und gewürdigt, beispielsweise resümierte Jörg Riether, ein Spezialist für IT-Sicherheit, anlässlich der Veröffentlichung der Version 1.0 in der Fachzeitschrift iX, dass Kali Linux „den weltweiten De-facto-Standard für auf IT-Sicherheit fokussierte Distributionen“ definiere.
Insgesamt millionenfach wurde Kali Linux heruntergeladen, so Offensive Security, die Herstellerfirma von Kali, es sei das meistverwendete Software-Gefüge für Computereinbruchstests. Dementsprechend platzierte sich Kali Linux im Januar 2014 auch unter den 20 meistgefragten Linux-Distributionen auf der Website DistroWatch.
Kali hat außerdem eine so große Aufmerksamkeit erlangt, dass 2013/14 mehrere Bücher erschienen sind, die ausdrücklich nur zu seiner Benutzung anleiten und teilweise in ihrem Fachbereich Bestseller wurden. Von einigen Kali-Linux-Entwicklern wurde auch das Buch „Kali Linux Revealed“ veröffentlicht. Dieses ist als gedruckte und digitale Publikation verfügbar.

## Editionen
Damit Kali Linux auf möglichst vielen Geräten benutzt werden kann, gibt es mehrere Editionen.

### Bare Metal
Die Standardedition „Bare Metal“ wird als komplettes Betriebssystem auf einem Computer installiert. Dies kann als Neuinstallation oder als Installation neben schon vorhandene Betriebssysteme erfolgen.
Kali Linux kann auf der 32-Bit-x86-Architektur IA-32 („i386“), der 64-Bit-x86-Architektur x64 („amd64“) und auf Apple-M1-Geräten (64-Bit-Arm-Architektur „arm64“) installiert werden. Zu den einzelnen Architekturen stehen jeweils ein Versionsabbild, ein wöchentlich aktualisiertes Abbild und ein „NetInstaller-Abbild“ zur Auswahl. Bei der Netinstaller-Version werden die verschiedenen Komponenten erst während des Installationsprozesses heruntergeladen, weshalb unbedingt eine Internetverbindung benötigt wird. Diese Datei ist beim Download aber entsprechend kleiner.

### ARM
Die ARM-Edition wurde für Arm-Geräte entwickelt. Sie ist besonders für kleine Computer wie den Raspberry Pi geeignet.

### Live Boot
Die Live-Boot-Edition ist für die Nutzung von Kali Linux auf einem Livemedium gedacht. Dazu muss das Abbild auf ein Speichermedium, wie beispielsweise einen USB-Stick übertragen werden, der dann von einem Computer gebootet wird. Der Vorteil eines Livemediums besteht darin, dass das Betriebssystem auf dem Computer nicht verändert wird. Außerdem kann ein Live-USB-Stick überallhin mitgenommen und von nahezu jedem Computer gebootet werden. Wie bei der Bare-Metal-Edition stehen auch hier Versionen für verschiedene Architekturen zur Verfügung. Die Dateien können als Versionsabbild oder wöchentliches Abbild heruntergeladen werden.

### Virtual Machines
Diese Edition ist genau auf die Benutzung in einer virtuellen Maschine zugeschnitten und steht als 32- bzw. 64-Bit-Version zur Verfügung. Es gibt jeweils eine Version für die beiden Anbieter VMware und VirtualBox.

### Mobile
Mithilfe der Mobile-Edition, bekannt unter dem Namen Kali NetHunter, können Androidhandys und Smartwatches für Penetrationstests eingesetzt werden. Zu den unterstützten Geräten zählen u. a. Mobiltelefone der Marken Samsung Galaxy, Xiaomi, OnePlus, Nexus, LG und Sony Xperia. Einige weitere Modelle werden unterstützt, und Builds, die noch nicht veröffentlicht wurden, können mithilfe von Build-Skripten generiert werden. Seit einiger Zeit läuft NetHunter auch auf den Pro-Smartwatches der Marke TicHunter.
Kali Nethunter besitzt einen eigenen Appstore, in dem alle Kali Tools verfügbar sind. Das Projekt wird von einer Gemeinschaft von Freiwilligen unterhalten und von Offensive Security finanziert.

### WSL
Die WSL-Edition bindet Kali Linux in das Windows-Subsystem für Linux (WSL) ein. So können Kali-Tools innerhalb von Windows verwendet werden.

### Cloud
Kali Linux kann auch in einer AWS-Cloud gesteuert werden. Diese Edition bietet den Vorteil, dass das Betriebssystem über das Internet läuft und so keinen Speicherplatz auf dem eigenen Rechner belegt.

### Containers
Eine weitere Möglichkeit Kali Linux auf einem anderen Betriebssystem zu verwenden bietet die Containers-Edition. Hier wird Kali Linux aus einem Docker- oder LXC-Container heraus betrieben.

## Systemvoraussetzungen
Um Kali Linux auf einem SSH-Server, ohne Grafische Benutzeroberfläche nutzen zu können, braucht man einen Computer mit mindestens 128 MB (besser 512 MB) RAM und 2 GB Speicherplatz. Bei der Installation mit dem Xfce-Desktopmanager und dem „kali-linux-default“-Paket werden mindestens 2 GB RAM und 20 GB Speicherplatz benötigt. Optimal wären allerdings 8 GB RAM, damit auch speicherintensive Programme sauber laufen und den Computer nicht langsamer machen.

## Kali-Undercover-Modus

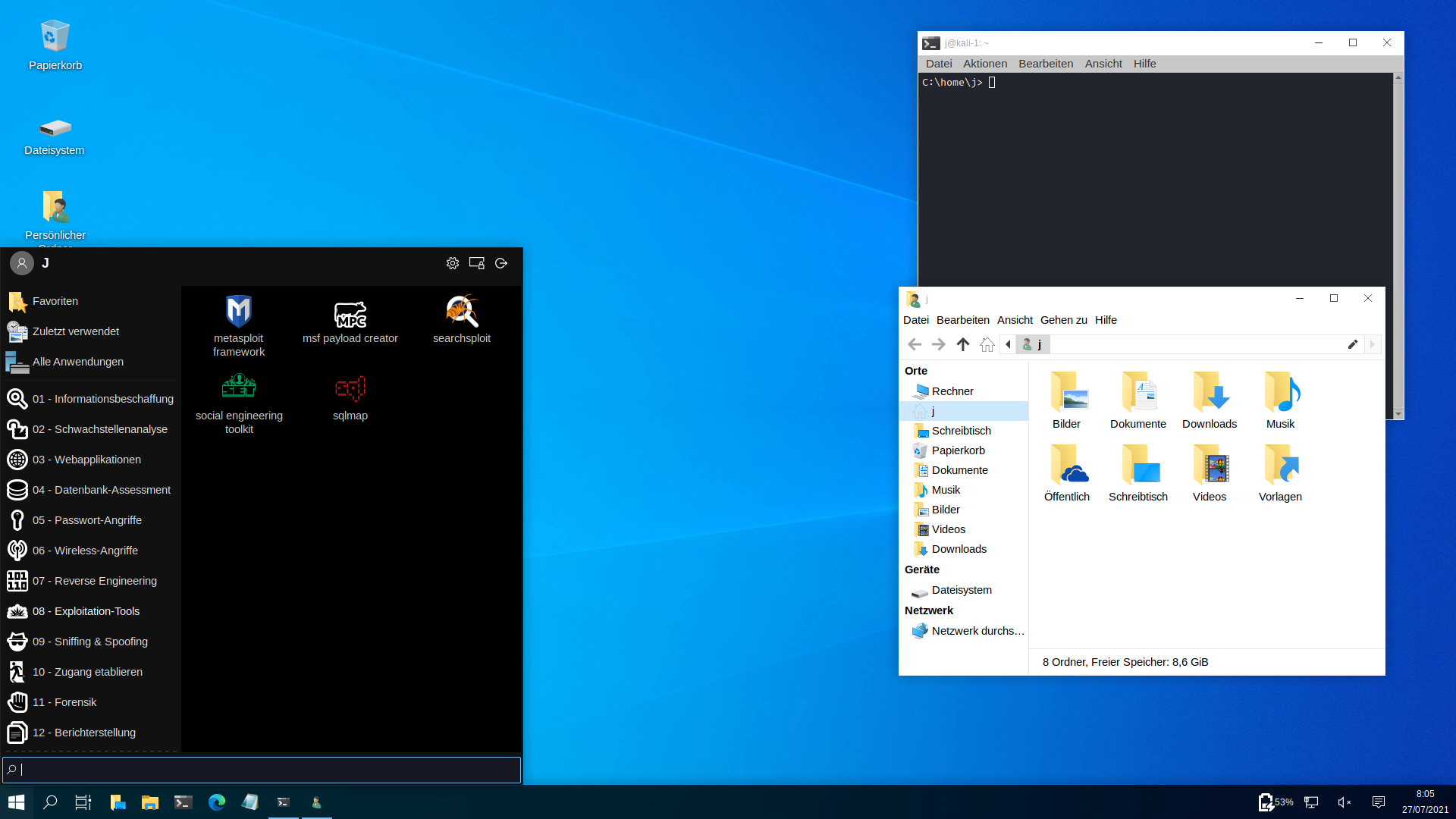
Kali-Undercover-Modus

Mit der Version 2019.4 wurde in Kali Linux der „Kali Undercover Mode“ eingeführt. Dieser simuliert eine Windows-Benutzeroberfläche und ermöglicht so das Arbeiten an öffentlichen Orten, ohne Aufmerksamkeit zu erregen.

## Programme
Die Distribution enthält Dokumentationen und über 300 Hilfsmittel, wie beispielsweise John the Ripper, Aircrack, Kismet, mit denen die Sicherheit eines Computersystems getestet und bewertet werden kann. Die genutzten Programme lassen sich auch einzeln unter den meisten Linux-Distributionen installieren, allerdings stellt Kali Linux automatisch Optimierungen, wie zum Beispiel modifizierte Treiber für Aircrack-ng, zur Verfügung. Die Programme werden viermal täglich aus dem Debian-Repository bezogen, womit sichergestellt wird, dass die Anwender von Kali über solide aktuelle Software-Pakete und Sicherheits-Updates verfügen. Darüber hinaus können die allerneuesten, aber noch nicht ausgiebig unter Kali Linux getesteten Versionen über eine eigene Paketquelle namens „Kali bleeding edge“ bezogen werden.
| Name                          | Kurzbeschreibung                                                                                                |
| ----------------------------- | --- |
| Maltego                       | Ein Programm, um Daten über Einzelpersonen oder Unternehmen im Internet zu sammeln                              |
| Kismet                        | Passiver Sniffer zur Untersuchung von lokalen Funknetzen (englisch „Wireless Local Area Networks“, kurz: WLANs) |
| Social-Engineer Toolkit (SET) | Programme für verschiedene Penetrationstests mit dem Schwerpunkt auf Social-Engineering.                        |
| Nmap                          | Netzwerkscanner zur groben Analyse von Netzwerken mit der Benutzeroberfläche Zenmap.                            |
| Wireshark                     | graphischer Netzwerksniffer                                                                                     |
| Ettercap                      | Netzwerkmanipulationstool (zum Beispiel für Man-in-the-Middle-Angriff)                                          |
| John the Ripper               | Programm zum Knacken und Testen von Passwörtern                                                                 |
| Metasploit                    | Framework für das Austesten und Entwickeln von Exploits                                                         |
| Aircrack-ng                   | Sammlung von Tools, die es ermöglichen, Schwachstellen in WLANs zu analysieren und auszunutzen                  |
| Nemesis                       | Paketfälscher für Netzwerke                                                                                     |
| RainbowCrack                  | Cracker für LAN-Manager-Hashes                                                                                  |
| The Sleuth Kit                | Sammlung an Forensik-Werkzeugen                                                                                 |
| Hashcat                       | Ein Programm zum Knacken von Passwörtern und Hashes                                                             |
| WPScan                        | Sicherheitsscanner für WordPress                                                                                |

## Kali Training
Um besser mit Kali Linux vertraut zu werden, hat Offensive Security (die entwickelnde Firma von Kali Linux) das Programm Kali Training ins Leben gerufen. Auf der Kali-Training-Website bietet sich die Möglichkeit, eine digitale Version des Buches „Kali Linux Revealed“ zu lesen und dazu Fragen zu beantworten.
Um den Fortschritt bei den verschiedenen Aufgaben und Fragen dieses „Kurses“ zu speichern und um sich an Diskussionen unter den Benutzern zu beteiligen, kann man sich mit einem Konto registrieren.

## Rechtliches

### Deutschland
Kali Linux enthält Softwaretools, die zum Teil Sicherheitsvorkehrungen umgehen und die nach § 202c StGB, dem Ende Mai 2007 in Kraft getretenen sogenannten Hackerparagrafen, in Deutschland als Computerprogramme zum Ausspähen von Daten aufgefasst werden. Aufgrund dieser Gesetzeslage kann bereits der Besitz oder Vertrieb strafbar sein, sofern die Absicht zu einer rechtswidrigen Nutzung nach § 202a StGB (Ausspähen von Daten) oder § 202b StGB (Abfangen von Daten) besteht.

### Schweiz
Einige Tools, welche in Kali Linux enthalten sind, können auch für das Beschaffen von nicht frei zugänglichen Personendaten verwendet werden. Dies stellt in der Schweiz den Straftatbestand der unbefugten Beschaffung von Personendaten, im Sinne von Art. 179novies 208 StGB, dar. Auch könnten Programme für die unbefugte Datenbeschaffung (Art. 143 StGB), das unbefugte Eindringen in ein Datenverarbeitungssystem (Art. 143bis 178 StGB), für Datenbeschädigungen (Art. 144bis StGB) und für den betrügerischen Missbrauch einer Datenverarbeitungsanlage (Art. 147 StGB) missbraucht werden.

## Ähnliche Distributionen
- Parrot OS
- BlackArch